# District historique de North Entrance Road
Le district historique de North Entrance Road (en anglais : North Entrance Road Historic District) est un district historique américain situé dans le comté de Park, au Montana, mais aussi son homonyme le comté de Park, dans le Wyoming voisin. Inscrit au Registre national des lieux historiques depuis le 22 mai 2002, il est constitué de la Roosevelt Arch, à l'entrée du parc national de Yellowstone à Gardiner, mais également de la section de l'U.S. Route 89 entre cet arc de triomphe et le siège de l'aire protégée à Mammoth Hot Springs.